# Paschasius Radbertus
Latinos néven Paschasius Radbertus (franciául: Paschase Radbert), (Soissons, 786 körül – Saint-Riquier, 865. április 26.) középkori francia szerzetes, Corbie-i apát, teológus, egyházi író.

## Élete és művei
Bencés rend szerzetes volt, később a pikárdiai Corbie-i kolostor apátja, korának legtudósabb teológusa. Halála után szentként tisztelték, emléknapja a soissonsi egyházmegyében április 26. volt. Több műve fennmaradt, így a De corpore et sanguini Domini, a Comment. in Matth., a Vita s. Adalhardi, a Vita S. Walae, a Passio Ruffini et Valerii Mart., az Expositio in Psalmus 44, az In Threnos, a De fide, spe et caritate, Epithamium Arsenii. Ezen kívül egyesek neki tulajdonítják a De partu virginis című írást is, amelyet viszont mások Szent Ildefonzhoz kapcsolnak.
Paschasius művei közül különösen figyelmet érdemel a De corpore et sanguini Domini című írás, amely a Tours-i Berengár-féle 11. századi viták alkalmával és később a reformáció idején nagy fontosságra emelkedett, mert a reformátusok szerint Paschasius újításokat hozott a Római katolikus egyház tanításába és az oltáriszentség transubstanciációja, ami később a katolikus egyház egyik dogmája lett, ő tanította volna először. Pedig Paschasius mindössze annyit tett, hogy az egyházban régóta meglévő nézetet tudományos-teológiai nyelven fejezte ki. Műveltségére vall, hogy ismerte Cicerot és Senecát.

## Művei magyarul
- Paschasius Radbertus – Ratramnus: Az Úr testéről és véréről (ford. Rokay Zoltán), Budapest, Kairosz Kiadó, 2001, ISBN 978-963-930-298-3, 226 p.